# Zhao Yunlei
Zhao Yunlei (født 25. august 1986 i Yichang, Hubei) er en kinesisk badmintonspiller.
Ved damedouble i badminton under OL i London i 2012 deltog hun for Kina sammen med Tian Qing og vandt guld. Ved samme mesterskab deltog hun også i mixed doubleturneringen sammen med Zhang Nan og der vandt hun også guld. Sammen med Zhang Nan vandt hun også en bronzemedalje i den mixed doubleturneringen ved Sommer-OL 2016 i Rio de Janeiro.